# Lukas Lund Sørensen
Lukas Lund Sørensen (født 19. februar 2003 i Aarhus) er en cykelrytter fra Danmark, der senest kørte for Team Aalborg-Sparekassen Danmark.

## Karriere
Som niårig begyndte Lukas Lund at cykle hos CK Aarhus. Som U15-rytter blev han jysk mester i enkeltstart og linjeløb. Fra starten af 2020 skiftede han som førsteårs juniorrytter til talentholdet Team Mascot Workwear på en étårig aftale. I november 2020 forlængede parterne aftalen så den også var gældende for 2021. Ved DM i landevejscykling 2021 vandt han bronze ved juniorenes linjeløb.
I november 2021 blev det offentliggjort at Lukas Lund Sørensen fra 2022-sæsonen havde skrevet kontrakt med det danske kontinentalhold ColoQuick Cycling. Her kørte han løb fra marts til september. I slutningen af oktober 2022 meddelte DCU Elite Teamet Team Sparekassen Danmark Aalborg, at Lund Sørensen fra 2023 skulle være en del af deres hold.